# Saint-Symphorien-de-Thénières
 Saint-Symphorien-de-Thénières  là một xã ở tỉnh Aveyron, thuộc vùng Occitanie ở miền nam nước Pháp.